# Kamnje (gmina Bohinj)
Kamnje – wieś w Słowenii, w gminie Bohinj. W 2018 roku liczyła 198 mieszkańców.